# Corepiscopo
Un corepiscopo è un ministero del clero cristiano collocato gerarchicamente al di sotto dell'episcopato. Il nome corepiscope o corepiscopo (pl. corepiscopi) deriva dal  greco Χωρεπίσκοπος e significa vescovo rurale.

## Storia
La più antica attestazione del termine risale ad Eusebio di Cesarea (II secolo). Inizialmente, sembra che esercitassero le funzioni episcopali nei loro distretti rurali; dal tardo III secolo essi furono soggetti alla città, ovvero ai vescovi metropolitani. Il Sinodo di Ancyra (314) specificamente proibì loro di ordinare diaconi e preti. Il Concilio di Sardica (343) decretò che nessun corepiscopo sarebbe stato consacrato laddove un sacerdote sarebbe di per sé stato sufficiente, e così gradualmente i corepiscopi nella gerarchia della Chiesa bizantina sparirono del tutto.
Le prime menzioni di corepiscopi nella Chiesa occidentale risalgono al V o VI secolo, principalmente in Germania (specialmente in Baviera) e nei territori dei franchi, sparendo dall'XI o XII secolo. Nella Chiesa occidentale il corepiscopo veniva trattato come un vescovo ausiliare, e come regola non aveva nessun territorio fisso o sede sua propria. Gradualmente questa figura sparì come carica, sostituito dall'arcidiacono che amministrava una delle suddivisioni della diocesi.
Nella casata regnante di Kakheti nella Georgia medievale, il titolo di corepiscopo (k'orepiskoposi o k'orikozi) fu aperto ai non consacrati; ne furono insigniti molti principi dello stato caucasico.

## Pratica attuale
Entrambe le Chiese, sia cattolica sia ortodossa, hanno ancora corepiscopi. In alcune Chiese del cristianesimo ortodosso, il "corepiscopo" è un nome alternativo dato al vescovo ausiliare. Per le Chiese cattoliche greco-melchita e altre orientali, il corepiscopo è un titolo onorifico simile a monsignore.
Le Chiese di tradizione siriaca, vale a dire la Chiesa ortodossa siriaca, la Chiesa assira d'Oriente, l'Antica Chiesa d'Oriente, la Chiesa cattolica sira, la Chiesa cattolica caldea, la Chiesa cattolica siro-malabarese, la Chiesa cattolica siro-malankarese, la Chiesa ortodossa siriaca del Malankara e la Chiesa cristiana siriaca giacobita, ancora conservano l'ufficio, chiamandolo corepiscopa o coorepiscopa. In queste Chiese, il corepiscopa veste in modo quasi identico al vescovo e spesso serve come suo rappresentante in varie cerimonie liturgiche onde conferirne solennità.
Nella Chiesa maronita, il corepiscopo è simile, ma non identico a un vescovo ausiliare. Come il vescovo, un corepiscopo viene consacrato, e può indossare paramenti vescovili inclusa la mitria e il pastorale. Un corepiscopo maronita ha il potere di conferire gli ordini minori (lettorato e il suddiaconato), ma non il diaconato o il sacerdozio.  L'ufficio di protosincello (equivalente al vicario generale delle diocesi occidentali) viene spesso tenuto da un corepiscopo.
Nella Chiesa latina non esiste un titolo specifico. In alcune diocesi, però, avviene che ai vescovi ausiliari venga affidata la cura pastorale di alcune zone del territorio, delimitando la loro giurisdizione vicaria solo entro specifiche porzioni territoriali (così, ad esempio, nella diocesi di Roma). Di fatto, in questo caso, il vescovo ausiliare esercita le funzioni dell'antico corepiscopo.